# L'Église-aux-Bois
L'Église-aux-Bois è un comune francese di 44 abitanti situato nel dipartimento della Corrèze nella regione della Nuova Aquitania.

## Storia

### Simboli
Lo stemma, adottato il 22 marzo 1986, riprende il blasone della famiglia Pichard.

## Società

### Evoluzione demografica
Abitanti censiti